# 第29回ゴールデンラズベリー賞
第29回ゴールデンラズベリー賞は、第81回アカデミー賞授賞式前日の2009年2月21日にハリウッドのバーンズダール・ギャラリー・シアターで発表・授賞式が行われた。ノミネートも例年通り、アカデミー賞ノミネート発表前日の1月21日に発表された。
最多ノミネート作品は7つのノミネートを受けた『愛の伝道師 ラブ・グル』で、そのうち最低作品賞を含む3部門を受賞。個人においてはパリス・ヒルトンが最低女優賞、最低助演女優賞、最低スクリーンカップル賞の3部門でノミネートかつ受賞を果たし、本年の最多受賞者となった。またウーヴェ・ボルも3部門でノミネートを受けたが、そのうち最低監督賞のみを受賞、加えて最低功績賞に選出された。

## 受賞とノミネートの一覧
受賞は太字、それ以外はノミネートである。

### 最低作品賞
- ディザスター・ムービー!おバカは地球を救う、ほぼ300 (2作共同ノミネート)
- ハプニング
- The Hottie and the Nottie
- デス・リベンジ
- 愛の伝道師 ラブ・グル

### 最低男優賞
- ラリー・ザ・ケーブル・ガイ - Witless Protection
- エディ・マーフィ - デイブは宇宙船
- マイク・マイヤーズ - 愛の伝道師 ラブ・グル
- アル・パチーノ - 88ミニッツ、ボーダー
- マーク・ウォールバーグ - ハプニング、マックス・ペイン

### 最低女優賞
- ジェシカ・アルバ - アイズ、愛の伝道師 ラブ・グル
- キャメロン・ディアス - ベガスの恋に勝つルール
- パリス・ヒルトン - The Hottie and the Nottie
- ケイト・ハドソン - フールズ・ゴールド/カリブ海に沈んだ恋の宝石、My Best Friend's Girl
- The Women の出演者（メグ・ライアン、アネット・ベニング、エヴァ・メンデス、デブラ・メッシング、ジェイダ・ピンケット＝スミス）

### 最低助演男優賞
- ウーヴェ・ボル - Postal
- ピアース・ブロスナン - マンマ・ミーア!
- ベン・キングズレー - 愛の伝道師 ラブ・グル、エージェント・オブ・ウォー、The Wackness
- バート・レイノルズ - Deal、デス・リベンジ
- ヴァーン・トロイヤー - 愛の伝道師 ラブ・グル、Postal

### 最低助演女優賞
- カルメン・エレクトラ - ディザスター・ムービー!おバカは地球を救う、ほぼ300
- パリス・ヒルトン - REPO! レポ
- キム・カーダシアン - ディザスター・ムービー!おバカは地球を救う
- ジェニー・マッカーシー - Witless Protection
- リーリー・ソビエスキー - 88ミニッツ、デス・リベンジ

### 最低スクリーンカップル賞
- ウーヴェ・ボル & 出演、カメラ、脚本の誰か - Tunnel Rats、デス・リベンジ、Postal
- キャメロン・ディアス & アシュトン・カッチャー - ベガスの恋に勝つルール
- パリス・ヒルトン & クリスティーン・レイキンもしくはジョエル・デヴィッド・ムーア - The Hottie and the Nottie
- ラリー・ザ・ケーブル・ガイ & ジェニー・マッカーシー - Witless Protection
- エディ・マーフィにこもったエディ・マーフィ - デイブは宇宙船

### 最低監督賞
- ウーヴェ・ボル - Tunnel Rats、デス・リベンジ、Postal
- ジェイソン・フリードバーグ、アーロン・セルツァー - ディザスター・ムービー!おバカは地球を救う、ほぼ300
- トム・パットナム - The Hottie and the Nottie
- マルコ・シュナベル - 愛の伝道師 ラブ・グル
- M・ナイト・シャマラン - ハプニング

### 最低脚本賞
- ディザスター・ムービー!おバカは地球を救う、ほぼ300 - ジェイソン・フリードバーグ、アーロン・セルツァー
- ハプニング - M・ナイト・シャマラン
- The Hottie and the Nottie - ハイジ・フェラー
- デス・リベンジ - ダグ・テイラー
- 愛の伝道師 ラブ・グル - マイク・マイヤーズ、グラハム・ゴーディ

### 最低リメイク及び続編賞
- 地球が静止する日（地球の静止する日のリメイク）
- ディザスター・ムービー!おバカは地球を救う、ほぼ300（あらゆる映画のパクリ）
- インディ・ジョーンズ/クリスタル・スカルの王国（レイダース/失われたアーク《聖櫃》、インディ・ジョーンズ/魔宮の伝説、インディ・ジョーンズ/最後の聖戦の続編）
- スピード・レーサー（マッハGoGoGoの映画化）
- スター・ウォーズ/クローン・ウォーズ（スター・ウォーズ エピソード2/クローンの攻撃の続編、かつスター・ウォーズ エピソード3/シスの復讐の前編）

### 最低功績賞
- ウーヴェ・ボル